# Phil Bryant (politicus)
Dewey Phillip (Phil) Bryant (Moorhead, 9 december 1954) is een Amerikaanse politicus van de Republikeinse Partij. Tussen 2012 en 2020 was hij gouverneur van de Amerikaanse staat Mississippi.

## Biografie
Bryant groeide op in Sunflower County, in de Mississippi Delta. Later verhuisde hij met zijn ouders mee naar Jackson, de hoofdstad van Mississippi. Zijn vader werkte als werktuigkundige bij Jackson Mack Sales, een bedrijf waar Bryant zelf later ook werkzaam zou zijn als service manager. Bryant studeerde aan een community college in de plaats Raymond en behaalde een bachelor aan de University of Southern Mississippi in Hattiesburg. Voorts behaalde hij een master aan Mississippi College in Clinton, waar hij vanaf 2008 zelf enkele jaren de politieke geschiedenis van Mississippi doceerde. Bryant werkte ook als verzekeringsinspecteur.
In 1990 werd Bryant voor de Republikeinse Partij verkozen in het Huis van Afgevaardigden van Mississippi. Hij had daarin zitting tot november 1996, toen hij door gouverneur Kirk Fordice benoemd werd tot state auditor, een functie die hij ruim elf jaar zou bekleden. In 2007 stelde Bryant zich kandidaat voor de post van luitenant-gouverneur van Mississippi en won deze verkiezing gemakkelijk. Hij diende vervolgens vier jaar lang onder zittend gouverneur Haley Barbour. Zijn ambtstermijn als luitenant-gouverneur liep tot 2012.

### Gouverneurschap
Bij de gouverneursverkiezingen van 2011 besloot Bryant een gooi te doen naar het gouverneurschap van Mississippi. Partijgenoot Barbour mocht zich na twee termijnen als gouverneur niet opnieuw verkiesbaar stellen. Bryant, politiek gezien de meest ervaren kandidaat, wist bij de Republikeinse voorverkiezing zijn concurrenten met gemak te verslaan en nam het in de algemene verkiezingen op tegen zijn Democratische tegenstander Johnny DuPree. Op 8 november 2011 werd Bryant met een verschil van bijna 22% verkozen tot nieuwe gouverneur van Mississippi. Hij werd op 10 januari 2012 ingezworen in de hoofdstad Jackson. De nieuwe luitenant-gouverneur werd Tate Reeves.
Bryant is pro-life. Na zijn inauguratie als gouverneur tekende hij meteen een wet om abortus in Mississippi te belemmeren. De staat telt één abortuskliniek, welke Bryant probeerde te sluiten. Ook is hij geen voorstander van het homohuwelijk. In 2015 versoepelde Bryant het recht op wapenbezit in Mississippi.
De gouverneursverkiezingen van 2015 verliepen voor Bryant succesvol. In de Republikeinse voorverkiezing vergaarde hij bijna 92% van de stemmen, en in de algemene verkiezingen behaalde hij een comfortabele overwinning op Democraat Robert Gray. Zijn tweede ambtstermijn ging van start op 12 januari 2016 en liep tot 14 januari 2020. Bij de gouverneursverkiezingen van 2019 mocht Bryant zich niet nogmaals verkiesbaar stellen. Zijn luitenant-gouverneur Tate Reeves wist deze verkiezingen te winnen en werd daarmee zijn opvolger.
- Library of Congress Control Number: no2019062798
- Virtual International Authority File: 6765155708703822580001